# British Library
La Biblioteca Británica (en inglés: British Library) es la biblioteca nacional del Reino Unido. La biblioteca está ubicada en Londres, es una de las bibliotecas más grandes del mundo y cuenta con una colección de más de 170 millones de volúmenes. Cada año se incorporan a la colección cerca de tres millones de objetos nuevos. La biblioteca fue fundada el 1 de julio de 1753, es un organismo público no departamental y depende del Departamento de Cultura, Medios de Comunicación y Deporte del Gobierno del Reino Unido.

## Historia

### Siglos XVIII a XIX
Creada en 1753, ha incrementado sus fondos constantemente por la adquisición de colecciones particulares. Tuvo un desarrollo importante a mediados del siglo XIX bajo la dirección de Anthony Panizzi, que intentó transformarla en una institución de estudio e investigación y facilitar el acceso a los fondos a los usuarios.

### SigloXX
En 1971, el Gobierno británico la reconoció como organismo independiente. El 1 de julio de 1973 se fundó la biblioteca como la biblioteca nacional del Reino Unido bajo la ley del British Library Act 1972.

### SigloXXI
En 2021, la biblioteca era visitada por unas 400 000 personas al año con más de 1,5 millones de volúmenes consultados al año.

## Colección

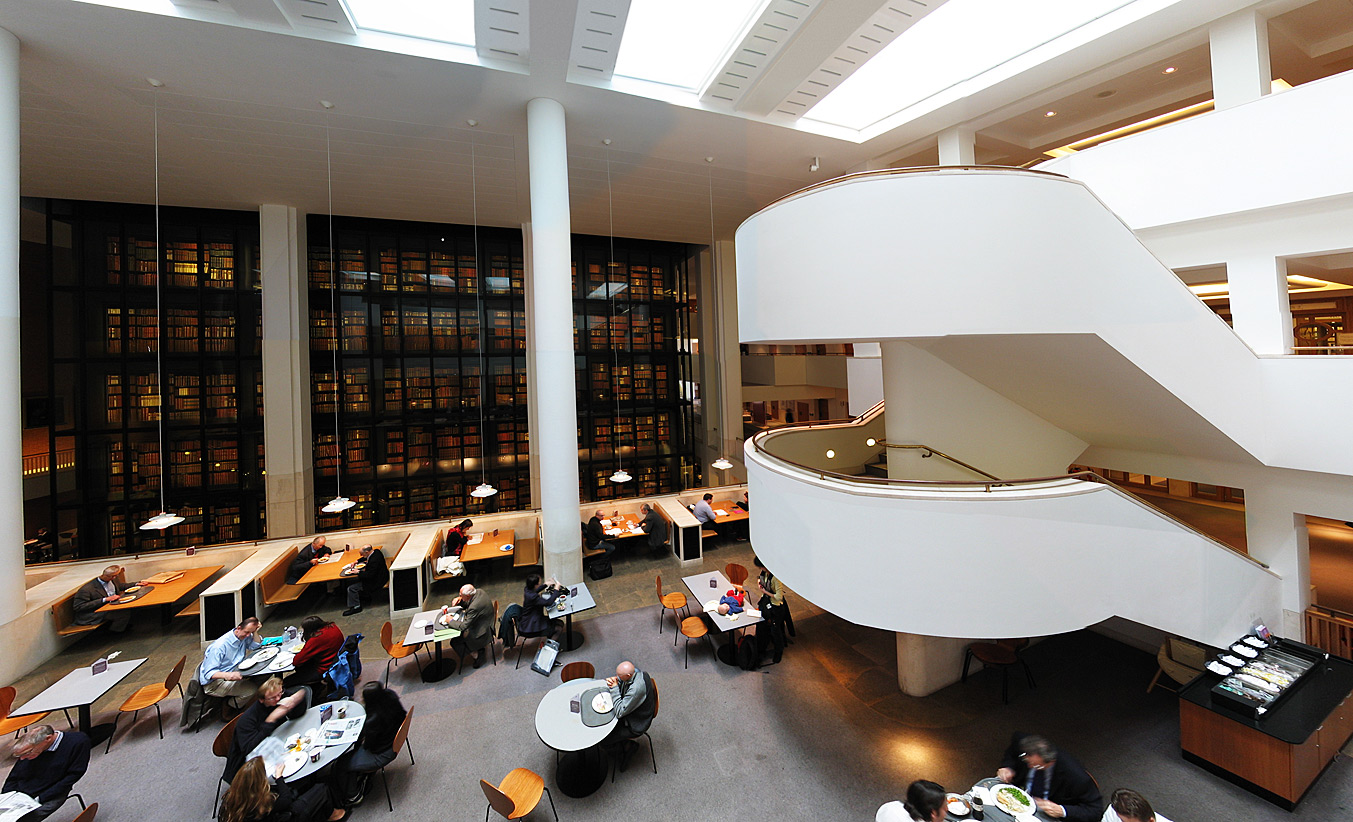
Interior de la Biblioteca Británica con las ventanas del King's Library al fondo.

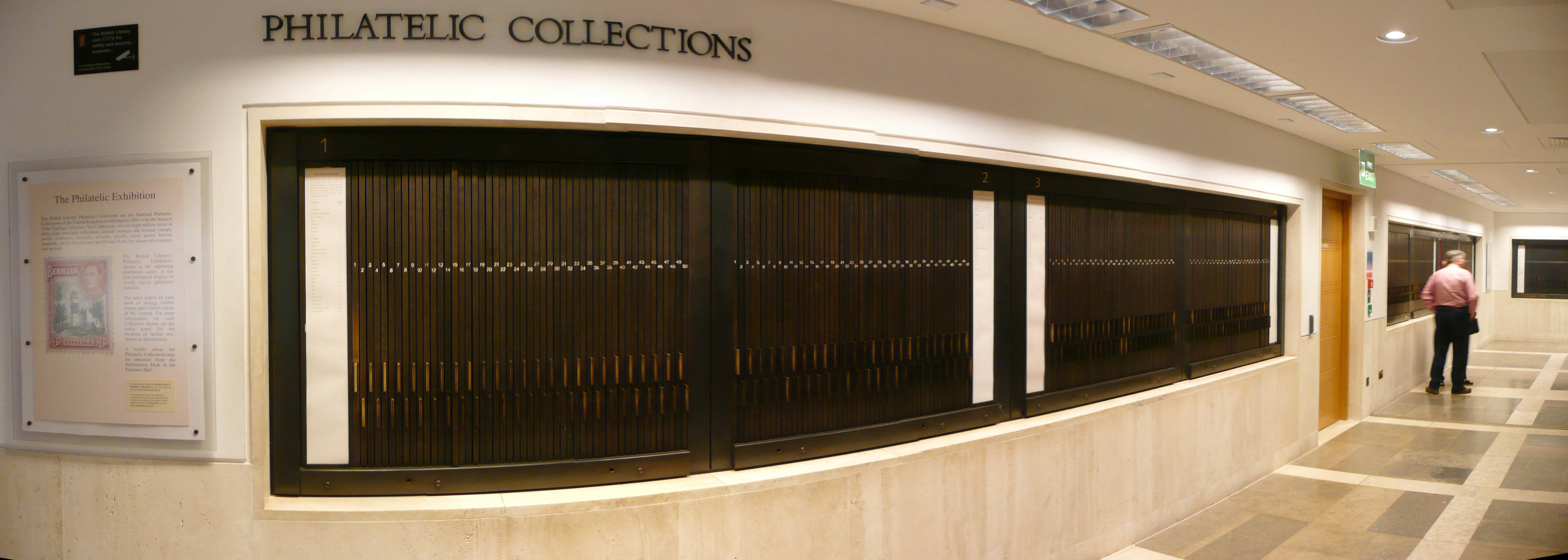
Colección filatélica.

La Biblioteca Británica contiene libros, mapas, periódicos, partituras, patentes, manuscritos y sellos, entre otros objetos. Están en 625 km de estanterías que crecen 12 kilómetros cada año. El espacio de lectura tiene capacidad para 1200 lectores. 
La Biblioteca Británica pone información a disposición de estudiantes e investigadores del Reino Unido y de todo el mundo. Cada año, se generan seis millones de búsquedas  con su catálogo en línea y más de 100 millones de objetos son ofrecidos a lectores de todo el mundo. 

### Objetos destacables
Entre las colecciones especiales de la Biblioteca Británica, se encuentran un cuaderno de notas de Leonardo da Vinci, materiales de 300 a. C., periódicos actuales, la Carta Magna, una grabación del discurso experimental de Nelson Mandela, cerca de 50 millones de patentes, 310 000 manuscritos, de Jane Austen a James Joyce, de Händel a los Beatles, más de 260 000 títulos de periódicos y más de cuatro millones de mapas. Se ha ido conformando a lo largo de los más de 250 años de la biblioteca.

## Recursos en línea, electrónicos y digitales

### Material disponible en línea
La Biblioteca Británica pone a disposición del público en línea imágenes de sus colecciones. Su Galería en línea da acceso a 30.000 imágenes de diversos libros medievales, junto con un puñado de piezas de estilo expositivo en formato propio, como los Evangelios de Lindisfarne. Incluye la posibilidad de "pasar las páginas virtuales" de algunos documentos, como los cuadernos de Leonardo da Vinci. Las entradas de los catálogos de muchas de las colecciones de manuscritos iluminados están disponibles en línea, con imágenes seleccionadas de páginas o miniaturas de un número cada vez mayor de ellas, y existe una base de datos de encuadernaciones significativas. Los Sonidos de la British proporciona acceso gratuito en línea a más de 60.000 grabaciones sonoras.
El servicio de entrega electrónica segura comercial de la British Library se puso en marcha en 2003 con un coste de 6 millones de libras esterlinas. Ofrece a investigadores y usuarios de bibliotecas de todo el mundo más de 100 millones de artículos (280.000 títulos de revistas, 50 millones de patentes, 5 millones de informes, 476.000 disertaciones estadounidenses y 433.000 actas de congresos) que antes no estaban disponibles fuera de la Biblioteca debido a restricciones de derechos de autor. De acuerdo con una directiva gubernamental que obliga a la Biblioteca Británica a cubrir un porcentaje de sus gastos de funcionamiento, se cobra una tasa al usuario. Sin embargo, este servicio ya no es rentable y ha dado lugar a una serie de reestructuraciones para tratar de evitar más pérdidas. 
Cuando comenzó Google Books, la Biblioteca Británica firmó un acuerdo con Microsoft para digitalizar una serie de libros de la Biblioteca Británica para su proyecto Live Search Books.  Este material sólo estaba disponible para los lectores de Estados Unidos, y cerró en mayo de 2008. Actualmente, los libros escaneados están disponibles a través del catálogo de la Biblioteca Británica o Amazon.
En octubre de 2010, la Biblioteca Británica puso en marcha su Portal de Estudios de Gestión y Negocios. Este sitio web está diseñado para permitir el acceso digital a informes de investigación de gestión, informes de consultoría, documentos de trabajo y artículos.
En noviembre de 2011 se pusieron a disposición en línea cuatro millones de páginas de periódicos de los siglos XVIII y XIX. El proyecto escaneará hasta 40 millones de páginas en los próximos 10 años. La búsqueda en el archivo es gratuita, pero el acceso a las propias páginas es de pago.

## Depósito legal
En Inglaterra, el depósito legal se remonta al menos a 1610. La Copyright Act (Ley de Derechos de Autor) de 1911 estableció el principio del depósito legal, asegurando que la Biblioteca Británica y otras cinco bibliotecas de Gran Bretaña e Irlanda tienen derecho a recibir una copia gratuita de cada documento publicado o distribuido en Gran Bretaña. Las otras cinco bibliotecas son: la Biblioteca Bodleiana de Oxford; la Biblioteca Universitaria de Cambridge; la Biblioteca del Trinity College de Dublín; y las Bibliotecas Nacionales de Escocia y Gales. La Biblioteca Británica es la única que debe recibir automáticamente una copia de cada documento publicado en Gran Bretaña; las demás tienen derecho a estos ejemplares, pero deben solicitarlos específicamente al editor después de saber que se han publicado o están a punto de publicarse, tarea que realiza de forma centralizada la Agencia para el Depósito Legal de las Bibliotecas.
Además, en virtud de la legislación irlandesa sobre derechos de autor (la más reciente es la Ley de Derechos de Autor y Derechos Conexos de 2000), la Biblioteca Británica tiene derecho a recibir automáticamente un ejemplar gratuito de cada libro publicado en Irlanda, junto con la Biblioteca Nacional de Irlanda, la Biblioteca del Trinity College de Dublín, la biblioteca de la Universidad de Limerick, la biblioteca de la Universidad de la Ciudad de Dublín y las bibliotecas de las cuatro universidades constituyentes de la Universidad Nacional de Irlanda. La Biblioteca Bodleiana, la biblioteca de la Universidad de Cambridge y las Bibliotecas Nacionales de Escocia y Gales también tienen derecho a recibir copias del material publicado en Irlanda, pero de nuevo deben presentar una solicitud formal.
La Ley de Depósito Legal de Bibliotecas de 2003 amplió los requisitos de depósito legal del Reino Unido a los documentos electrónicos, como los CD-ROM y determinados sitios web.
La Biblioteca también posee las Colecciones de Asia, Pacífico y África (APAC), que incluyen los Registros de la Oficina de la India y materiales en las lenguas de Asia y del norte y noreste de África.

### Colecciones electrónicas
A partir de 2022, Explore the British Library es la última iteración del catálogo en línea. Contiene casi 57 millones de registros y se puede utilizar para buscar, ver y pedir artículos de las colecciones o buscar en los contenidos del sitio web de la Biblioteca. Las colecciones electrónicas de la Biblioteca incluyen más de 40.000 revistas electrónicas, 800 bases de datos y otros recursos electrónicos. Varios de ellos están disponibles para el acceso remoto de los titulares registrados del pase de lector de St Pancras.
Las tesis doctorales están disponibles a través del E-Theses Online Service (EThOS).

## Arquitectura
El edificio actual fue diseñado por la pareja de arquitectos Colin St John Wilson y MJ Long en 1962 y fue finalizado en 1997. Está catalogado en el Reino Unido como Grado I por su interés patrimonial.

## Galería

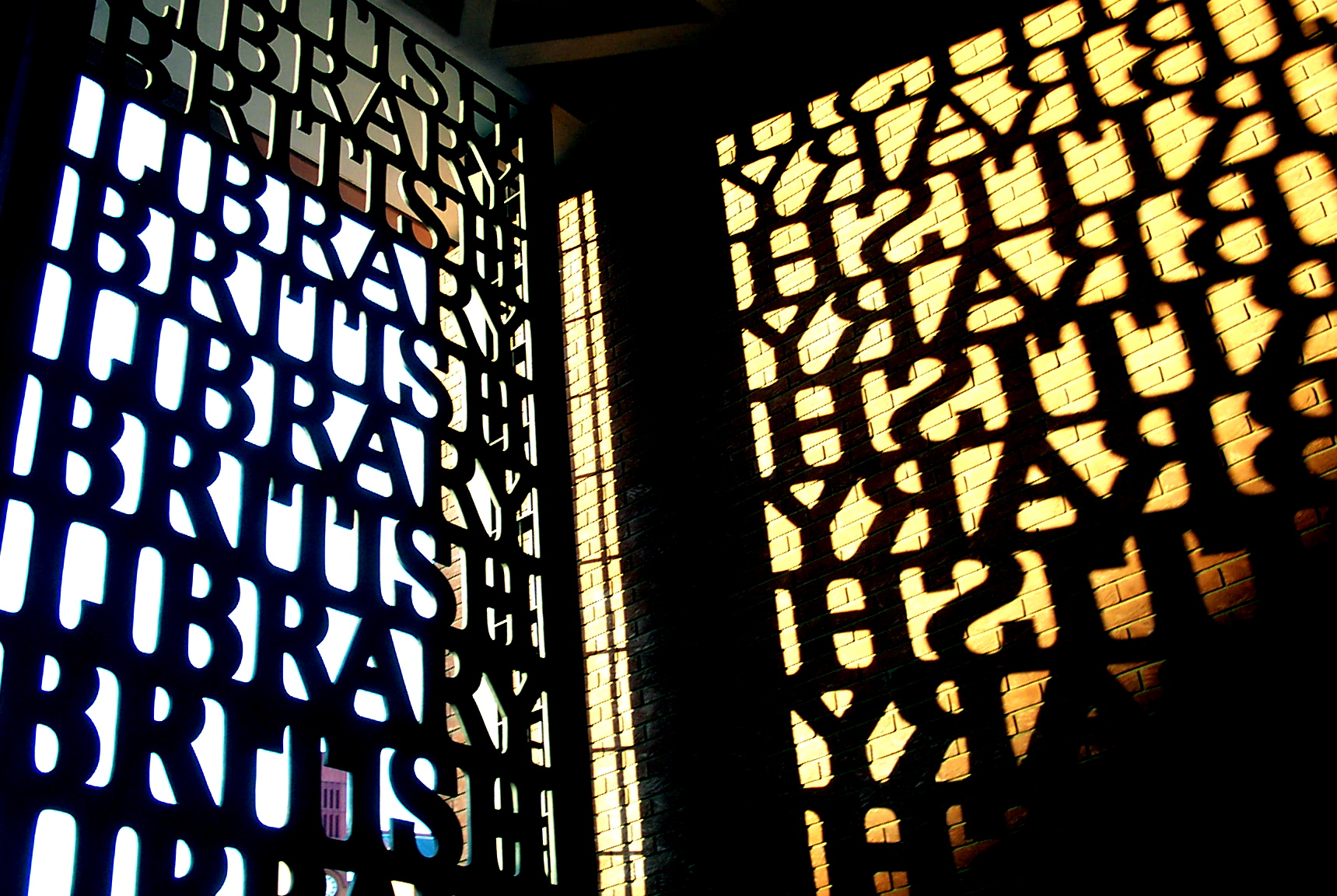
Portones de la biblioteca diseñados por David Kindersley y su esposa Lida Lopes Cardozo.
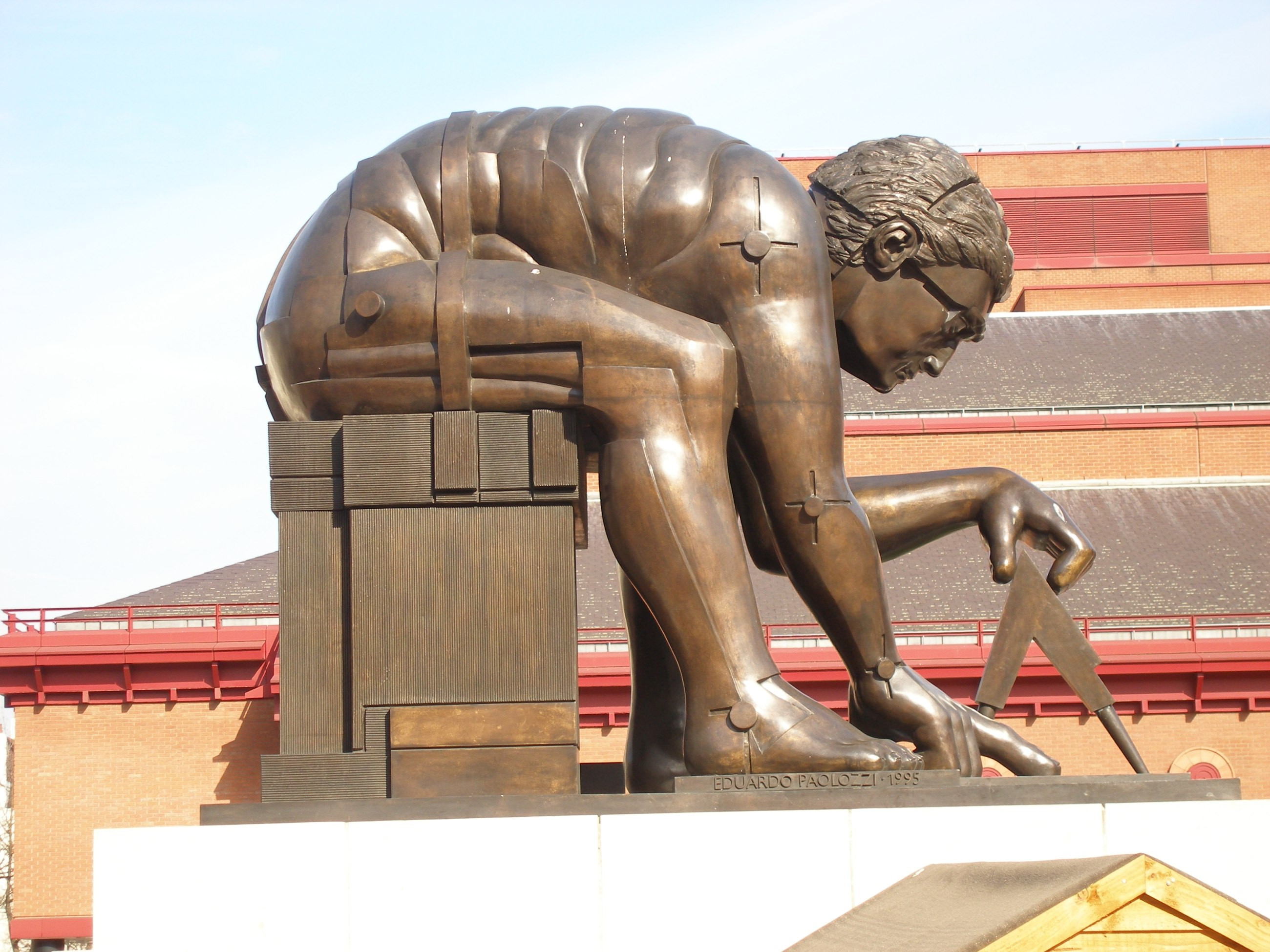
Escultura de bronce de Isaac Newton (1995), obra del escultor Eduardo Paolozzi.
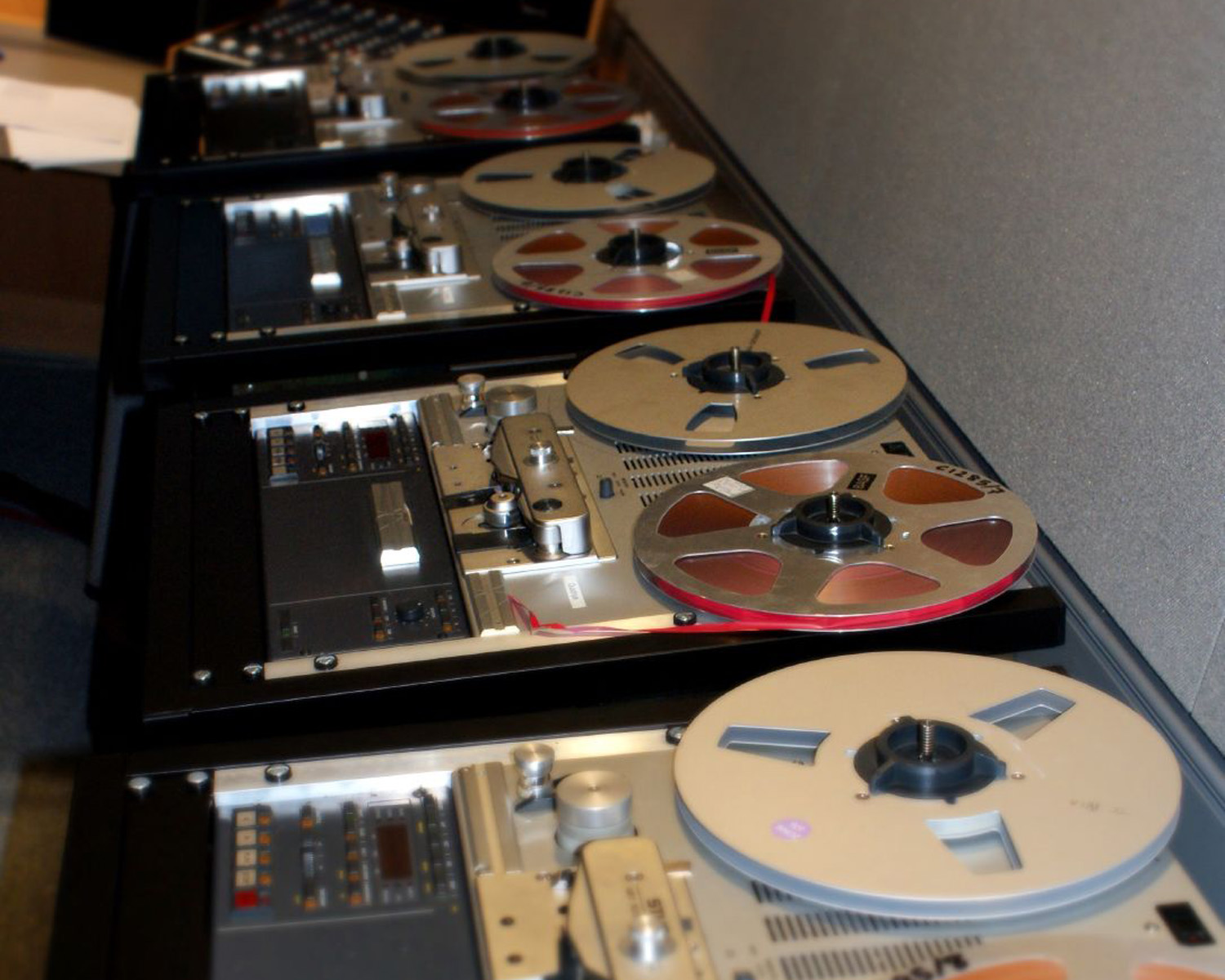
Colección de magnetófonos en el archivo de grabaciones de sonido y música de la biblioteca.
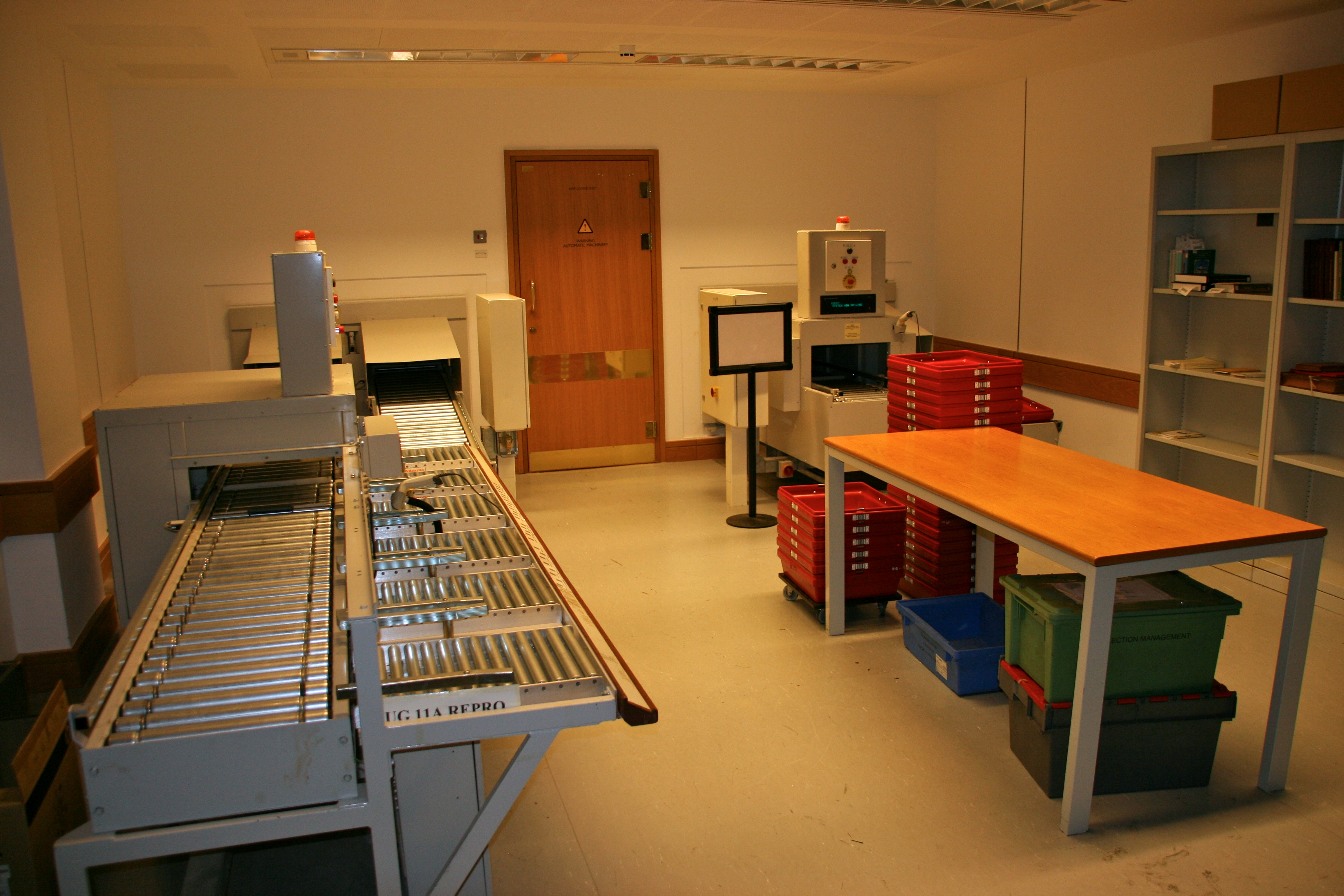
Sistema para procesar pedidos de libros.